# Riese Pio X
Riese Pio X település Olaszországban, Veneto régióban, Treviso megyében. Lakosainak száma 10 924 fő (2023. január 1.). Riese Pio X Asolo, Castelfranco Veneto, Castello di Godego, Fonte, Loria, San Zenone degli Ezzelini, Vedelago és Altivole községekkel határos.

## Népesség
A település népességének változása:
| Lakosok száma | 11 012 | 11 028 | 10 924 |
|               | 2017   | 2018   | 2023   |